# Buttersova vlastní epizoda
Buttersova vlastní epizoda (v anglickém originále Butters' Very Own Episode) je čtrnáctý díl páté řady amerického animovaného televizního seriálu Městečko South Park. Premiéru měl 12. prosince 2001 na americké televizní stanici Comedy Central.

## Děj
Vrátila se postava Butterse Stoche a s ním jeho vlastní díl, ve kterém poodlaluje tajemství rodiny a záletných nocí jeho otce. To Buttersovu matku popostrčí v jejím pokusu o vraždu.

## Přijetí
IGN udělil epizodě "Butters' Very Own Episode" kladné hodnocení 8,5 a uvedl: „V této epizodě je několik klasických momentů, ale vše funguje tak dobře díky nastavení.“

## Zajímavosti
- Jde o první díl, ve kterém poprvé získala vedlejší postava hlavní roli